# بيليدو (آن)
بيليدو (بالفرنسية: Belleydoux)‏ هي بلدية فرنسية تقع في إقليم الآن في فرنسا. رمز إنسي لها هو:1035. أما الرمز البريدي لها فهو: 1130.